# Jiří Laciga
Jiří Laciga (* 10. dubna 1942) je bývalý český fotbalista.

## Fotbalová kariéra
V československé lize hrál za Baník Ostrava, Spartu Praha a TŽ Třinec. Nastoupil v 78 zápasech a dal 1 ligový gól. Je mistrem Československa z roku 1967 se Spartou Praha.

## Ligová bilance
| Ročník                                   | Zápasy | Góly | Minuty | Klub          |
| ---------------------------------------- | ------ | ---- | ------ | ------------- |
| 1. československá fotbalová liga 1962/63 | 10     | 0    | 832    | Baník Ostrava |
| 1. československá fotbalová liga 1963/64 | 7      | 1    | 503    | Baník Ostrava |
| 1. československá fotbalová liga 1966/67 | 9      | 0    | 810    | Sparta Praha  |
| 1. československá fotbalová liga 1970/71 | 28     | 0    | 2 506  | TŽ Třinec     |
| 1. československá fotbalová liga 1971/72 | 24     | 0    | 2 071  | TŽ Třinec     |
| CELKEM 1. československá liga            | 78     | 1    | 6 720  |               |